# ジュンク堂書店
- ジュンク堂書店
- 淳久堂書店

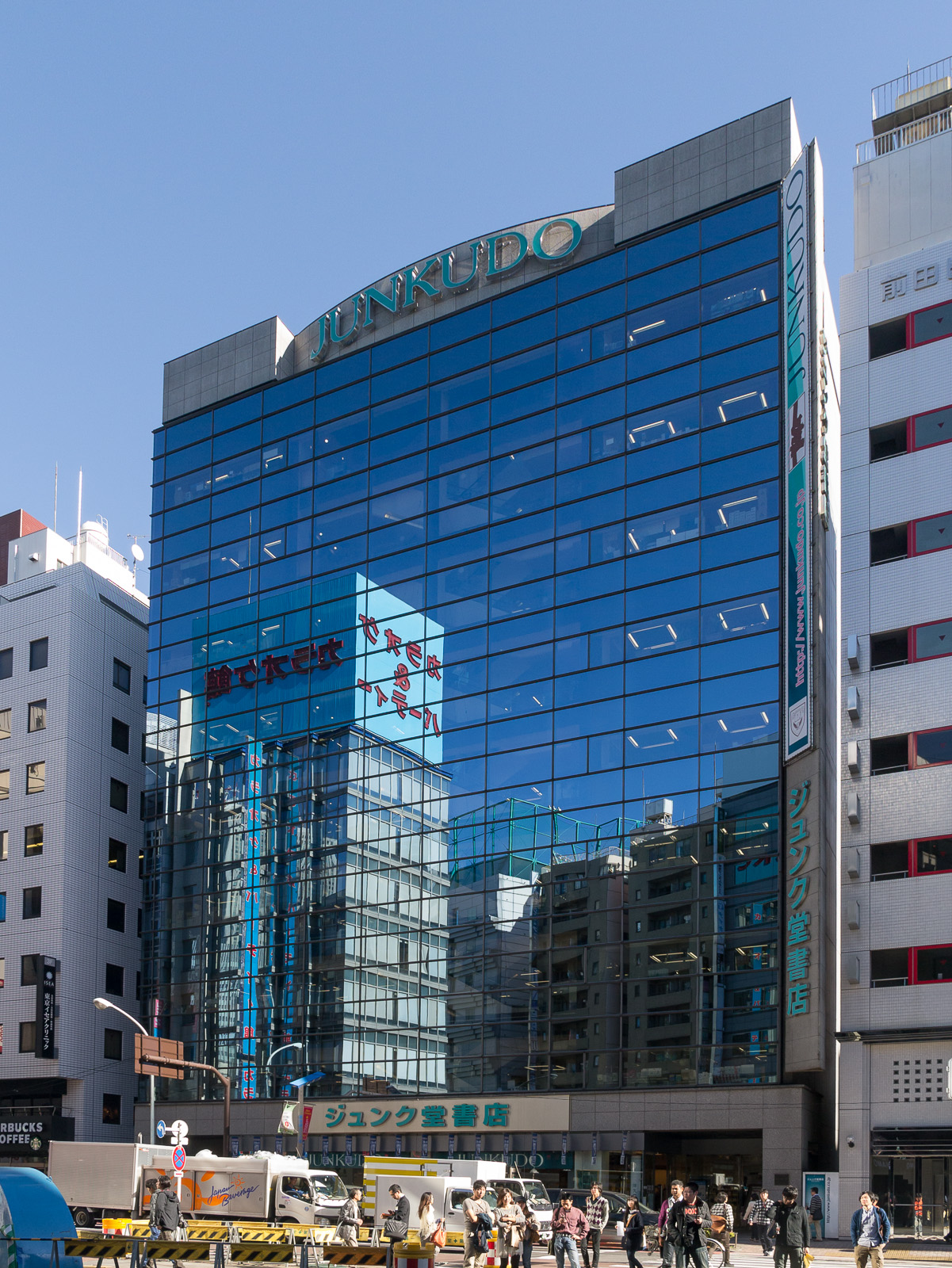
ジュンク堂書店池袋本店

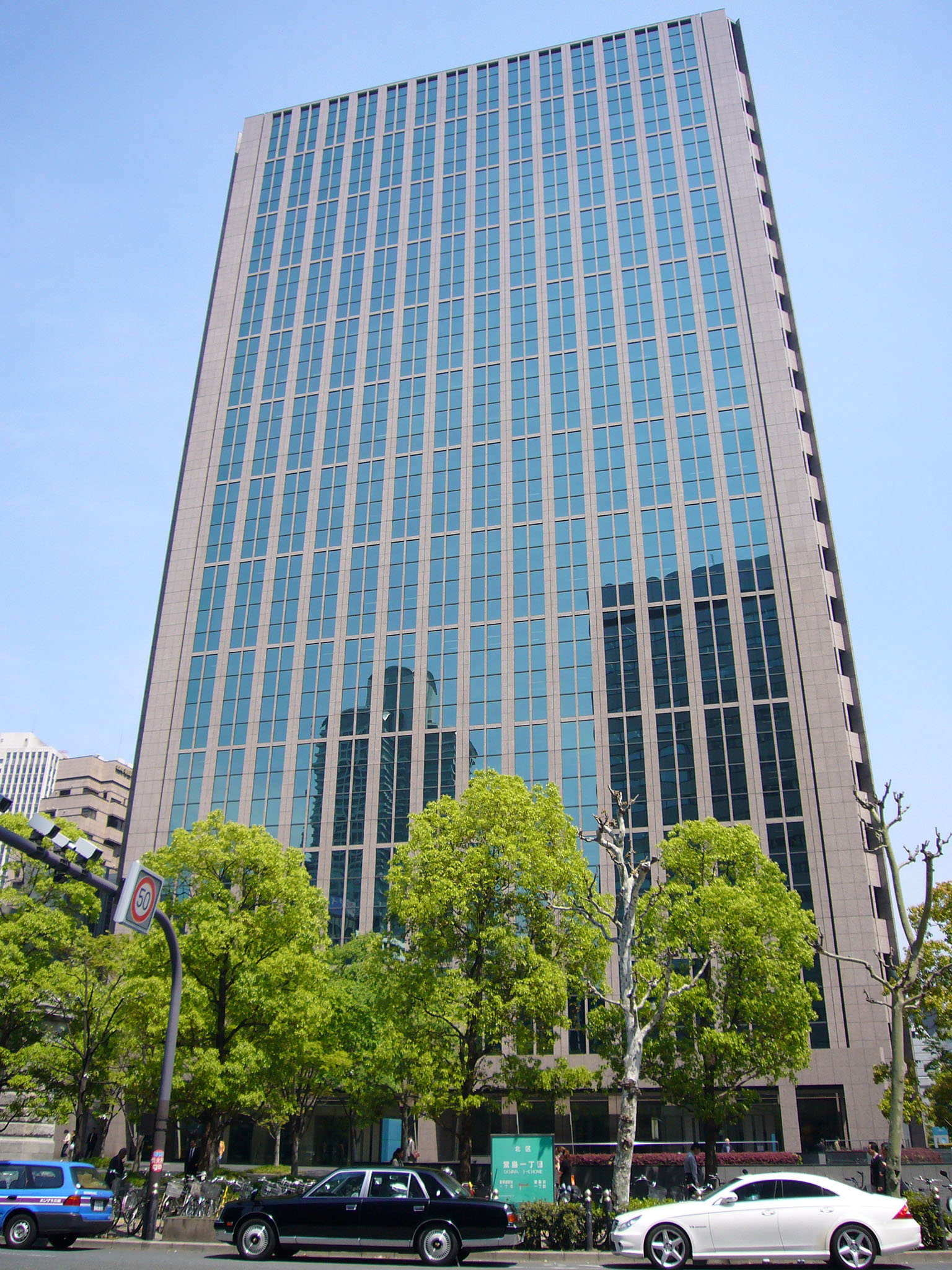
堂島アバンザ（ジュンク堂書店大阪本店が入居）

ジュンク堂書店（ジュンクどうしょてん、英語: JUNKUDO）は、丸善CHIホールディングスの完全子会社である株式会社丸善ジュンク堂書店が運営する大手書店チェーン。「淳久堂書店」や「JUNKUDO」とも表記される。2015年1月までは株式会社ジュンク堂書店（英語: JUNKUDO Co.,Ltd.）が運営した。それとは別に、店舗・ネット販売事業を行う「株式会社淳久堂書店」があり、社長も丸善ジュンク堂書店と同一人物 である。

## 概要

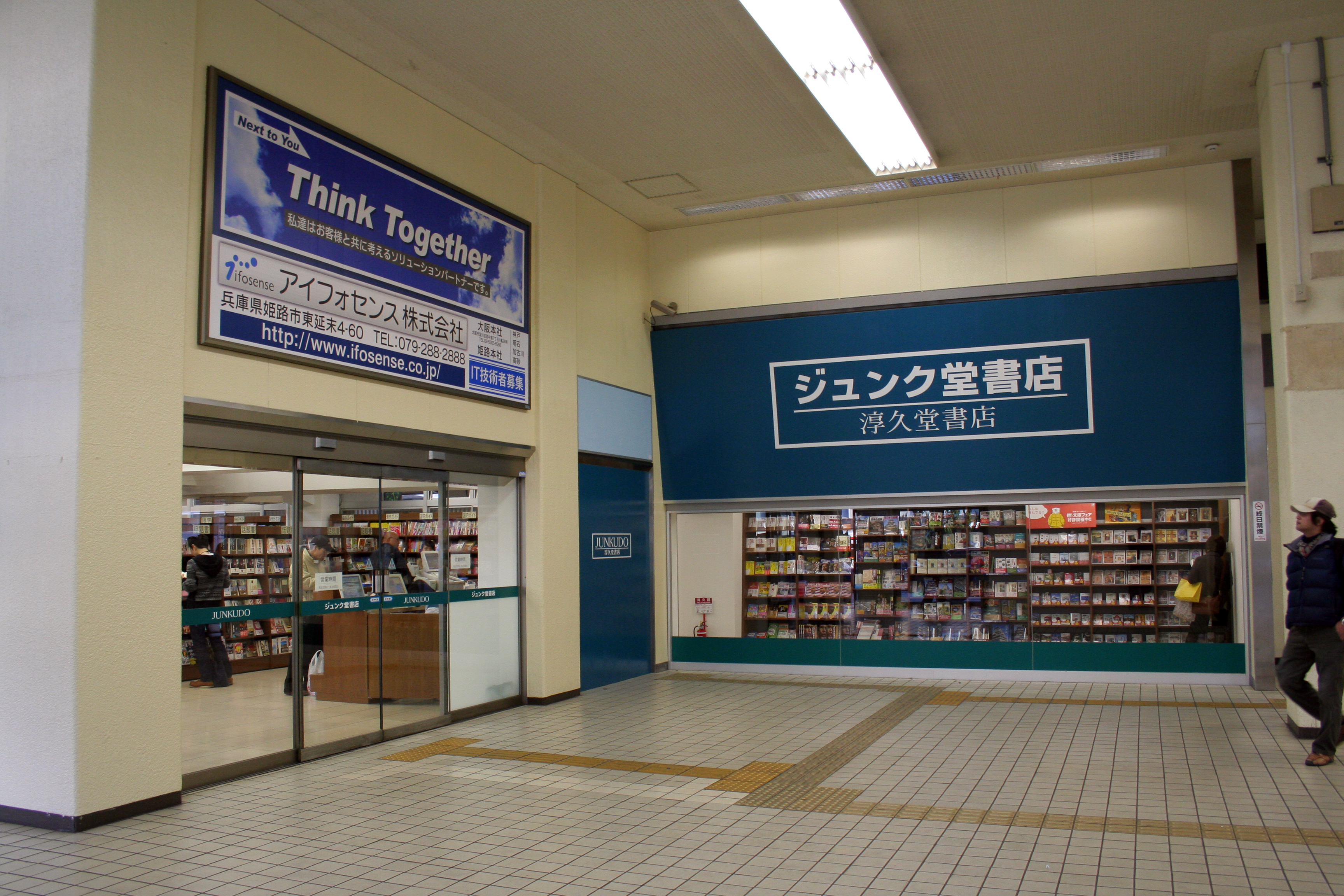
姫路駅ビル内にあるジュンク堂姫路駅前店(現在は移転。)

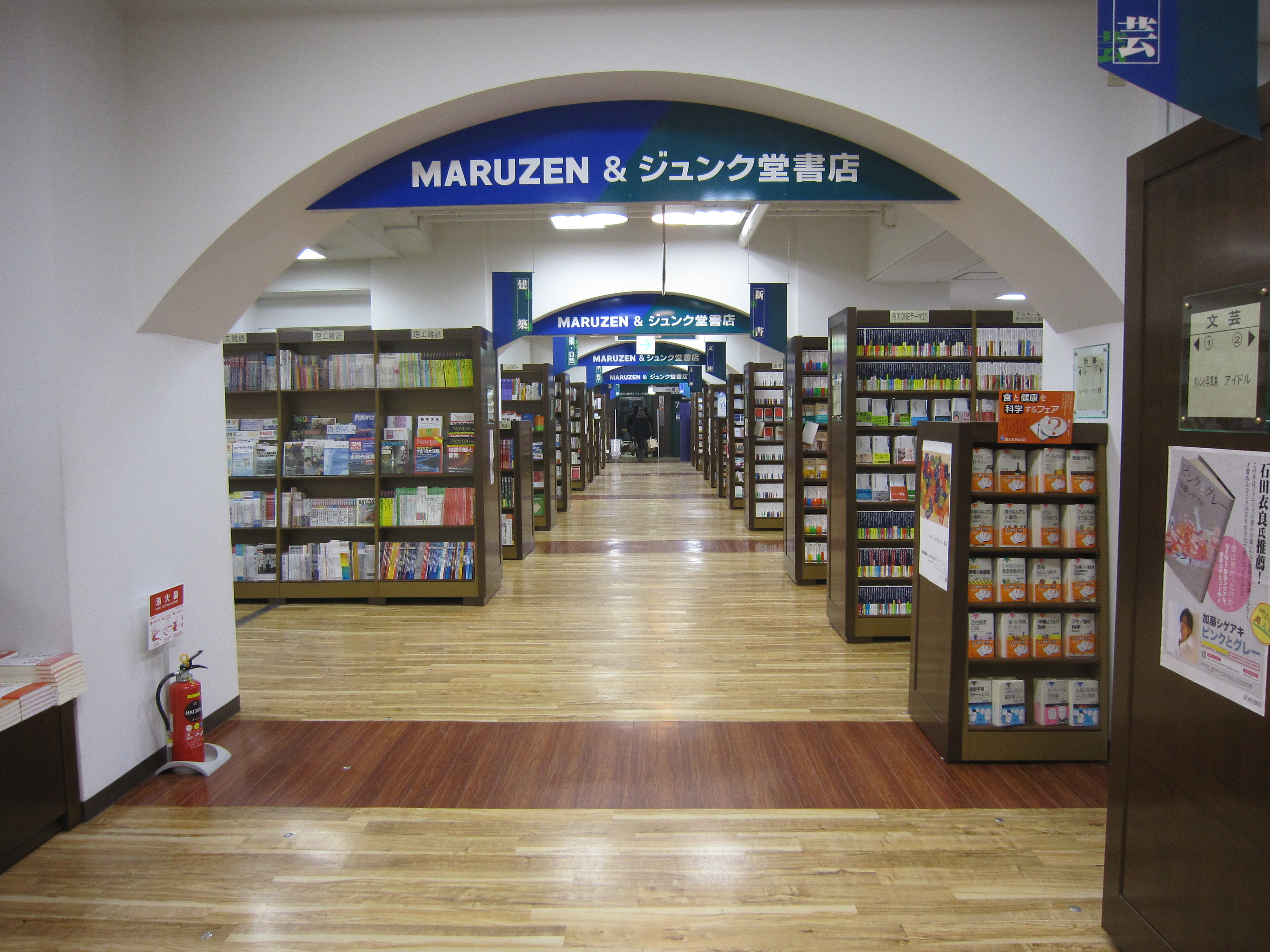
丸善と共同で出店のMARUZEN & ジュンク堂書店広島店

### 店舗と戦略
ジュンク堂書店は、日本全国に展開する店舗群の書籍販売の拠点となる巨大店舗を「本店」として、大阪と東京に出店する。
神戸市の三宮店は創業の地ではないが、「ジュンク堂書店」の発祥の地であるとされ、ジュンク堂書店の店舗群の中でもっとも歴史がある。2000年に増床するまでは2階以上は別テナントで地下と1階にあり、三宮店の地階部分が「ジュンク堂書店」発祥以来の売場であった。かつては1階と地階を連絡する店内階段があったが、地階が別テナントのHMV三宮となって数年後には撤去された。1階と2階を連絡する階段は、2階が別テナントだった時代から設置されている。
- 三宮店 - 兵庫県神戸市中央区三宮町一丁目6番18号
- 大阪本店 - 大阪府大阪市北区堂島一丁目6番20号
- 池袋本店 - 東京都豊島区南池袋二丁目15番5号

ジュンク堂書店の戦略は「充実した品揃え」とされ、どの分野の書籍も満遍なく置かれているのが特徴。梅田店（2,060坪）、池袋本店（2,000坪）、那覇店（1996坪）、札幌店（1,800坪）、福岡店（2,060坪）、新潟店（1,505坪）、大阪本店（1,480坪）、三宮店（1,400坪）、鹿児島店（1,300坪）、ロフト名古屋店（1,200坪）、吉祥寺店（1,100坪）、旭川店（1,050坪）などにみられるように、大型書店の基準といわれる500坪を超える1,000坪以上の売場面積の店舗が多い。その反面、多少不便でも来店する目的意識の強い顧客にターゲットを絞っており、出店地はターミナル駅からやや離れた1.5等地が多く出店地域には偏りが多い。オープンカフェの設置や読書用の椅子、机などを配置する店舗もある。平台よりも縦に並べた書架の多い図書館風のレイアウトも特徴で、同社の戦略は他の書店に影響を与えたと言われている。
2015年2月1日、同じ丸善CHIホールディングス傘下の丸善書店と合併し、丸善ジュンク堂書店として発足した。「丸善」と「ジュンク堂」の店舗名は変更しない。

#### 高級文房具の取り扱い
神戸、大阪(茶屋町)等のナガサワ文具センターの商圏では、ジュンク堂書店内でナガサワ文具センターがテナントの形で万年筆等の高級文房具、手帳等を取り扱う。それ以外のエリアでは、丸善と連携して取り扱う場合が有る。丸善書店、ナガサワ文具センターは各々オリジナルの万年筆、インクを出しているが、全く交流は無い。アテナインキ等の丸善ブランドの高級文房具は、普段丸善ブランド文房具の展開が無いジュンク堂書店でも取り寄せは可能。特にMARUZEN&ジュンク堂書店 梅田店は丸善とのダブルネームだが 文房具はナガサワ文具センターの取り扱いになる為、丸善オリジナルの文房具は基本的に置いていない。

### 名称
名称は、起業した工藤恭孝代表取締役社長の父親である工藤淳の名前に由来する。当時、父親の経営していた会社キクヤ図書販売株式会社に入社したのち、書店部門である同じく父親が元町に開店した株式会社大同書房を任され独立、1976年に三宮センター街へ移転。その際、新たに付けた店名が、ジュンク堂。色々な名を父親に提案したが、どれも駄目だと言われ、苦肉の策で「淳工藤」と父親の名前をひっくり返したら意外に気に入られ決定したという。

## 沿革
- 1963年 - 株式会社大同書房として神戸市生田区（現：中央区）の元町本通りで創業する。
- 1976年 - 三宮センター街に本社を移し、現社名に変更する。
- 1982年 - 三宮東サンパルビルに、300坪の大型専門書専門店サンパル店が開店し、店内に喫茶コーナーが初めて設置される。
- 1988年 - 京都市下京区に、435坪の京都店が開店する。
- 1989年 - 神戸市東灘区に、神戸住吉店が開店する。
- 1991年 - サンパル店の店名をブックセンターに変更し、500坪に増床する。また、センター街店の店名を、三宮店に改称する。
- 1992年 - 兵庫県芦屋市に、64坪の芦屋店が開店する。
- 1994年 - 兵庫県明石市のJR明石駅前、明石フォーラス内に明石店が開店する。
- 1995年 - 1月17日に阪神・淡路大震災が発生し、神戸市周辺の店舗が被災する。2月から12月にかけて、被災した店舗が復興開業する。また、400坪の大分店と、350坪の鹿児島店が開店する。
- 1996年11月3日 - 座り読みコーナーを初めて設置した、900坪の難波店が開店する。
- 1997年 - 1,000坪の池袋店と、900坪の仙台店（現在の仙台本店所在地に設置。現店舗は、現在の仙台TR店）が開店する。
- 1998年 - 大阪市に、450坪の天満橋店が開店する。
- 1999年 - 堂島アバンザに、開店当時は日本最大の売場面積である1,480坪の大阪本店が開店する。760坪の広島店（現・広島駅前店）と、550坪の大宮ロフト店が開店する。
- 2000年4月21日 - 三宮店を1,000坪に増床し、新装開店する。この開店直前の同年1月31日に、1995年9月10日から同店に隣接して開業していた駸々堂書店神戸三宮店（約1,000坪）の自己破産による閉店があった。
- 2001年 - 東京都の池袋店を、1,000坪から当時は日本最大の売場面積となる2,000坪に増床し、店名を池袋本店に改称する。500坪の姫路駅店と、150坪の舞子店が開店する。ブックセンター店をサンパルビルからダイエー三宮駅前店7Fに移転し550坪に増床、店名を三宮駅前店に改称する。同ダイエー8Fに漫画専門店としては国内最大級となる200坪の漫画館三宮駅前店、700坪の西宮店、開店当時は西日本最大の売場面積となる1,600坪の福岡店が相次いで開店する。
- 2002年 - 明石店がラ・メール（98年にフォーラスから改称）内からダイエー明石店内に移転し、585坪になる（2005年8月31日、ダイエー明石店閉鎖に伴い営業休止）。東京都の丸善店舗跡に125坪のプレスセンター店が開店する。神戸住吉店が260坪に、鹿児島店が360坪にそれぞれ増床する。
- 2003年 - 300坪の名古屋店と、470坪の仙台ロフト店が開店する。
- 2004年 - 新宿三越（2005年のリニューアル後は「新宿三越アルコット」）のテナントとして、1,100坪の新宿店が開店する。
- 2005年
  - 天満橋店を530坪に増床する。250坪の漫画館大分店が開店する。
  - 10月8日 - 京都BAL店、洋書・医学書が100坪で先行開店する。
  - 11月11日 - ヒルトンプラザ大阪イースト5階に320坪の梅田ヒルトンプラザ店が開店。
- 2006年
  - 2月25日 - 京都BAL店が全面開店。
  - 3月15日 - 明石店が旧ダイエー明石店西館跡地B1 - 2Fに移転し再開業。
  - 12月9日 - ダイエー盛岡店跡地に完成したMOSSに盛岡店を開店。
- 2007年
  - 3月2日 - 新宿店が1,650坪に増床。
  - 3月3日 - 新潟市中央区の新潟駅南口のプラーカ1のB1・1階に1,300坪の新潟店が開店。
  - 3月17日 - 三宮店の上層階にあった旧映画館「三宮東映劇場・三宮東映プラザ」退去跡を使って三宮店を1,400坪に増床するとともに、近隣にあった地元文具店ナガサワ文具センター本店が同店内に移転開業。
  - 4月1日 - 新潟店、プラーカ2のB1階にコミック専門館ジュンク.コム205坪を増床。計1,505坪。
  - 11月30日 - 秋田駅西口の秋田フォーラス6・7階に650坪の秋田店を開店する。
- 2008年
  - 5月23日 - JR町田駅ターミナル口のミーナ町田8階に272坪のコミック専門店COMICS JUNKUDO町田店を開店。
  - 9月12日 - 新津田沼駅前のミーナ津田沼7階に228坪のコミック専門店COMICS JUNKUDO津田沼店を開店。千葉県進出一号店。
  - 10月18日 - 高崎駅前の高崎ビブレ7階に287坪のコミック専門店COMICS JUNKUDO高崎店を開店。群馬県進出一号店。
  - 12月10日 - 藤沢駅北口にあるビックカメラ藤沢店（丸井藤沢店跡）の7・8階に、総面積881坪の藤沢店を開店。神奈川県進出一号店。
  - 12月20日 - 札幌中心部にある丸井今井南館（長崎屋旧札幌店）の地下2階から地上4階に、総面積1,800坪の札幌店を開店。北海道進出一号店。

- 2009年

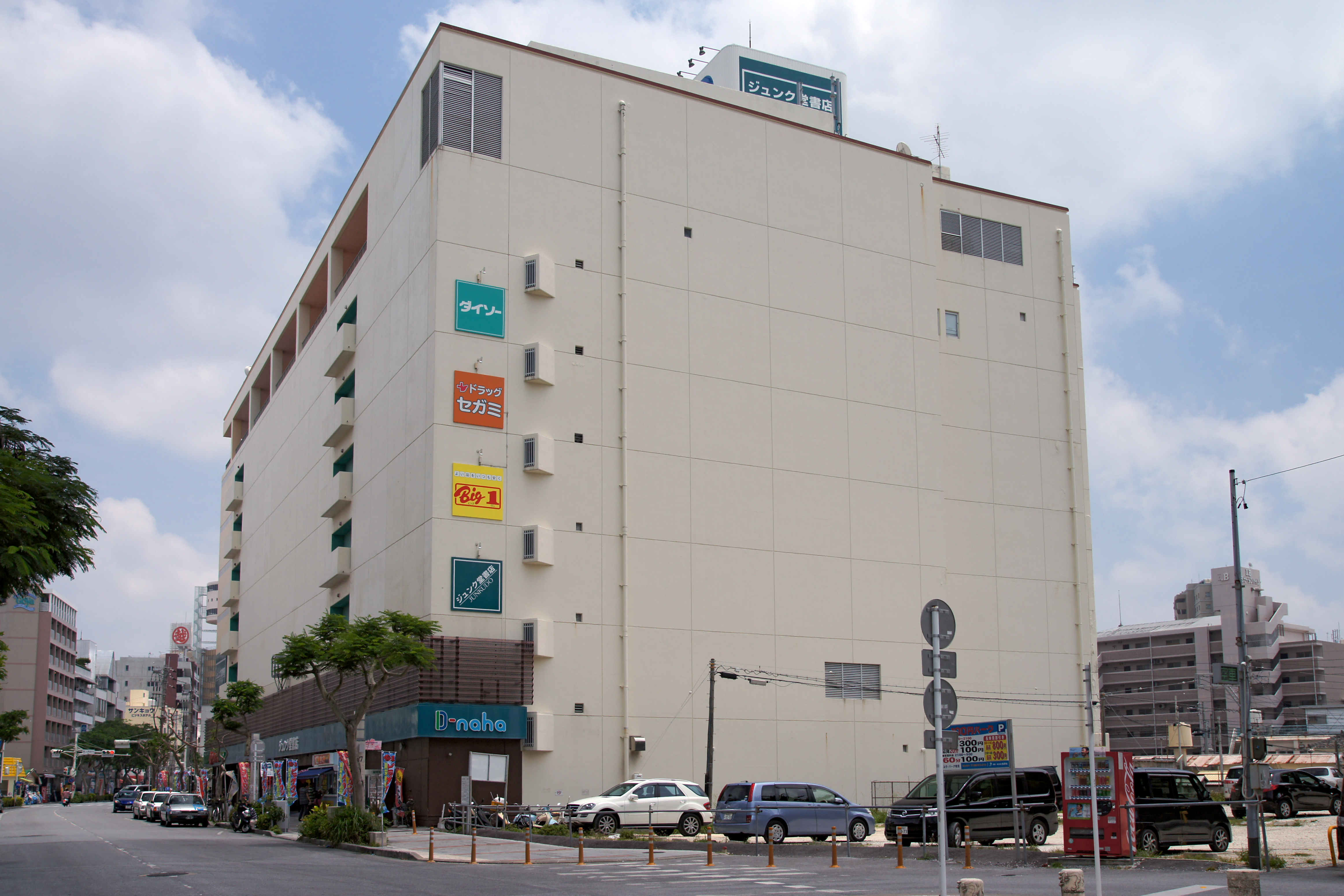
那覇店

  - 3月18日 - 大日本印刷と資本提携を締結、大日本印刷が株式51%を取得し傘下となる。同月24日には大日本印刷・丸善と経営統合を視野に入れた業務提携に関する協議を開始すると発表。
  - 4月21日 - インターネット事業部門を分離独立し子会社として株式会社HON（ほん）を設立。ジュンク堂書店ウェブサイトでのオンライン書籍販売は終了。
  - 4月24日 - 沖縄県那覇市の商業施設D-naha（ディーナハ）の核テナントとして1階から3階に那覇店を開店。沖縄県進出一号店。売場面積約5000m2（約1,500坪）で沖縄県では最大の書店。
  - 5月1日 - 難波店を千日前店に店名変更。
  - 5月22日 - 台湾台北市 太平洋SOGO天母（てんむ）店に台北天母店を開店。
  - 7月22日 - マルイト難波ビルの3階に難波店、地下1階にCOMICS JUNKUDO難波店を開店。総面積約1,400坪。
  - 8月14日 - 愛知県名古屋市中心部にある栄のロフト名古屋B1Fに1フロア600坪、ロフト名古屋店を開店。
  - 9月14日 - 文教堂グループホールディングスの株式24.95%を取得し、同社の筆頭株主となる。
  - 9月19日 - 愛媛県松山市に四国初出店となる松山店を開店。
  - 9月29日 - 鹿児島店に新たにコミック専門階を設け、総面積を455坪に増床。大日本印刷、丸善との業務提携の締結、丸善と図書館流通センターによる共同持株会社、CHIグループ（現丸善CHIホールディングス）の傘下に入り、経営統合については3年以内を目途に協議すると発表した[10]。
  - 12月20日 - ロフト名古屋店がB1Fに加え7Fにも出店し、売場面積が2倍に。同時に従来取扱のなかったコミック・雑誌等も取り扱うようになる。
- 2010年
  - 4月9日 - 台湾台北市二号店太平洋SOGO忠孝店に台北忠孝店を開店。
  - 4月28日 - 鹿児島市天文館の商業施設マルヤガーデンズの5階・6階に鹿児島店（約1,300坪）を開店（丸善鹿児島マルヤガーデンズ店を併設）。これに伴い、既存の鹿児島店を天文館店に改称。
  - 5月21日 - 岡山市北区の商業施設岡山ビブレのA館2階・3階に岡山店（約750坪）を開店。岡山県進出一号店。（旧喜久屋書店岡山店を改装）
  - 5月28日 - 高崎駅前の高崎ビブレ7階で営業していた287坪のコミック専門店COMICS JUNKUDO高崎店の売り場を6階にも拡張し、専門書や雑誌、児童書も揃えた売り場620坪の総合書店、ジュンク堂書店高崎店に名称変更。群馬県下においては有数の品揃えを誇る。
  - 9月2日 - 東急百貨店本店7階に丸善と共同で「MARUZEN & ジュンク堂書店」渋谷店を開店。
  - 10月9日 - 天満屋広島八丁堀店7階・8階に丸善と共同で「MARUZEN & ジュンク堂書店」広島店（約1,200坪）を開店。広島県ではジュンク堂書店広島店に続き、2店目となる。ジュンク堂書店「広島店」をジュンク堂書店「広島駅前店」に改称。
  - 10月15日 - コピス吉祥寺（伊勢丹吉祥寺店跡地）に吉祥寺店（約1,100坪）を開店。
  - 10月29日 - 郡山市のうすい百貨店9階に郡山店を開店。
  - 12月22日 - 大阪市北区の複合施設「チャスカ茶屋町」に日本最大の売場面積「MARUZEN & ジュンク堂書店」梅田店を開店（2060坪）。
- 2011年
  - 2月1日 - 株式交換によりCHIグループの完全子会社となる[11]。
  - 2月25日 - 天文館店が書籍に加えて文具の取り扱いを開始するとともに、「丸善天文館店」に改称。
  - 5月12日 - 新宿店が入居する「新宿三越アルコット」が2012年3月31日をもって閉店し、ビックカメラが建物ごと一括借り上げの上、新店舗「ビックカメラ新宿店（仮称）」を開店する計画が公表される。
  - 6月24日 - 北海道旭川市の複合施設「Feeeal旭川」（旧丸井今井旭川店）内に旭川店（約1,050坪）を開店。
  - 7月9日 - 東日本大震災での被災に伴い一時閉鎖していた仙台店が、仙台TRビルに移転の上、再開（572坪）。
  - 10月5日 - 静岡市葵区の複合施設「新静岡セノバ」内に静岡県内初出店となる「MARUZEN & ジュンク堂書店」新静岡店を開店。
  - 11月13日 - 仙台ロフト店との売り場再編に伴い、仙台店を仙台TR店に改称。
  - 11月18日 - 仙台店旧所在地に、丸善ブランドの文房具コーナーである丸善仙台イービーンズ店(250坪)を併設した「仙台本店」（書籍部分のみで1,200坪）を開店。
  - 12月16日 - 福岡店が増床、丸善ブランドの文房具コーナーを新たに併設し、総面積約2,060坪となる。
- 2012年
  - 3月25日 - COMICS JUNKUDO難波店が閉店。
  - 3月29日 - 近鉄百貨店から子会社の書籍販売業・ビッグウィルの株式のうち86%を譲受。
  - 3月31日 - 「新宿三越アルコット」営業終了に伴い新宿店が閉店。ジュンク堂側は「新宿三越アルコット」閉店後もテナントとして残り営業を継続したい旨交渉したものの、建物持主の三越伊勢丹側と折り合わず営業終了となる。
  - 4月15日 - COMICS JUNKUDO難波店がOCAT5階に移転して営業再開。
  - 5月3日 - 青森県弘前市の百貨店「中三弘前店」6・7階に弘前中三店（約800坪）を開店。
  - 6月22日 - MARUZEN & ジュンク堂書店広島店が「MARUZEN広島店」に改称。
  - 6月28日 - 「近鉄百貨店上本町店」11階に上本町店（260坪）を開店。
- 2013年
  - 4月24日 - 旧・「大宮ロフト」営業終了に伴い大宮ロフト店が閉店[12]。
  - 6月3日 - ジュンク堂書店高崎店閉店。
  - 6月5日 - COMICS JUNKUDO津田沼店閉店。
  - 6月21日 - 「高島屋大宮店」7階に大宮高島屋店（570坪）を開店[12]。
  - 7月3日 - 「伊勢丹松戸店」8階に松戸伊勢丹店（652坪）を開店。
  - 10月10日 - 「あべのハルカス近鉄本店」7階・8階に近鉄あべのハルカス店（818坪）を開店。
  - 10月31日 - イービーンズに入る仙台本店閉店[13]。
- 2014年
  - 11月22日 - 草津市の商業施設エルティ地下1階に「滋賀草津店」（627.5坪）を開店。
- 2015年
  - 2月1日 - 丸善書店株式会社が株式会社ジュンク堂書店を吸収合併して「株式会社丸善ジュンク堂書店」となり、株式会社ジュンク堂書店は解散[1]。
  - 3月31日 - 台湾台北市二号店台北忠孝店閉店。
  - 5月15日 - 台湾台北市三号店台北光復南路店を開店。
  - 8月21日 - 京都BALの改装に合わせ、改装前に入っていたジュンク堂書店を「檸檬」ゆかりの地に因み、丸善京都本店（約1,000坪）として再オープン[14]。
  - 10月21日 - 高松市のコトデン瓦町ビルにオープンした商業施設瓦町FLAGに「高松店」を開店[15][16][注釈 2][注釈 3]。
  - 10月24日 - 奈良市のならファミリー1階に「奈良店」準備店を開店。
- 2016年
  - 2月26日 - 「立川髙島屋」6階に立川髙島屋店（約1,000坪）を開店。
  - 2月29日 - 台湾台北市一号店台北天母店閉店。
  - 3月21日 - ジュンク堂書店千日前店閉店。
  - 4月1日 - 「MARUZEN & JUNKUDOネットストア」のhontoとのサービス統合によって[17][18]、「トコトンお探しサービス[19]」が廃止[20]。
  - 8月3日 - ならファミリー1階に準備店を出店していた「奈良店」（約300坪）が同SC4階に移転し、本格オープン。
  - 8月10日 - 「ビビット南船橋」1階に南船橋店（約900坪）を開店。
  - 9月25日 - COMICS JUNKUDO難波店が閉店[21]。
  - 10月27日 - 「柏モディ」5階に柏モディ店（約500坪）を開店。
- 2017年
  - 1月27日 - 明石駅前の再開発のため2013年9月をもって閉店していた、明石店（約370坪）が「パピオスあかし」2階に再オープン。
  - 2月26日 - ビルの建て替えに伴い秋田店と大分店が一時閉店。
  - 4月28日 - 一時閉店していた大分店（約400坪）が「大分中央BESTビル」1〜5階に再オープン。
  - 10月28日 - 一時閉店していた秋田店（約500坪）が「秋田オーパ」6階に再オープン。
- 2018年
  - 2月28日 - 梅田ヒルトンプラザ店閉店。
  - 3月21日 - 松戸伊勢丹店閉店。
- 2020年
  - 2月29日 - 京都店、ロフト名古屋店閉店[22]。
  - 3月13日 - 鹿児島店、売り場を半分に縮小改装しマルヤガーデンズ6階にリニューアルオープン。
  - 8月7日　- 入居ビル建て替えのため6月30日に閉店していた福岡店が天神西通りに移転して営業再開（約720坪）。
- 2021年
  - 7月18日 - ヤマダ電機LABI仙台が入る仙台TRビルの地下1階にある仙台TR店が閉店[23]。
- 2022年
  - 3月3日 - 松山店が松山三越内に移転し、松山三越店としてオープン[24]。
- 2023年
  - 1月31日 - 東急百貨店本店7階にあった渋谷店が、同本店閉店に伴い閉店[25]。同日に岡島百貨店6階にあった甲府店も閉店[26]。
- 2024年
  - 4月30日 - 業績悪化から中三弘前店6階の弘前店を閉店[27][28]。
  - 9月8日 - モディ柏店5階の柏店を閉店予定。

## 関連会社
- ブックローン
- キクヤ図書販売
- BL出版
- ブックローンヨーロッパ（パリ・ジュンク堂書店） - フランス・パリ1区ピラミッド通りで書店の経営を行っている。
- 洋販新社 - 洋書卸
- HON（旧・ジュンク堂インターネット事業部門） - ネット書店「アウルHON急便」を運営している。2010年2月、アウルHON急便をネットストアHONに改称、ホームページもジュンク堂と統合。
- 台湾淳久堂（股）有限公司 - ジュンク堂書店の台湾現地法人、2016年現在、光復南路店の1店舗の経営を行っている。

## テレビ番組
- 日経スペシャル カンブリア宮殿 「社員の個性で売りまくれ!」（2007年4月30日、テレビ東京） - 出演：社長・工藤恭孝、カリスマ店員・田口久美[29]。

## 書籍

### 関連書籍
- 『なぜ人はジュンク堂書店に集まるのか 変わった本屋の元大番頭かく語りき』（著者:渡辺満）（2002年7月10日、自由國民社）ISBN 9784426765019
- 『書店員が本当に売りたかった本』（著者:ジュンク堂書店新宿店）（2012年7月12日、飛鳥新社）ISBN 9784864101769